# Важка атлетика на літніх Олімпійських іграх 2016 — до 48 кг (жінки)
Змагання з важкої атлетики в категорії до 48 кг серед жінок на літніх Олімпійських іграх 2016 у Ріо-де-Жанейро відбулися 6 серпня в Павільйоні № 2 Ріосентро.

## Розклад змагань
Час місцевий (UTC−3)
| Дата           | Час   | Етап         |
| -------------- | ----- | ------------ |
| 06 серпня 2016 | 10:00 | Кваліфікація |

## Призери
| Золото               | Срібло                     | Бронза             |
| Сопіта Танасан (THA) | Срі Вагюні Агустіані (INA) | Хіромі Міяке (JPN) |

## Рекорди
Станом на 6 серпня 2016 світовий і олімпійський рекорди були такими:
| Світовий рекорд     | Ривок   | Ян Лянь (CHN)        | 98 кг  | Санто-Домінго (Домініканська республіка) | 1 жовтня 2006   |
| Світовий рекорд     | Поштовх | Нурджан Тайлан (TUR) | 121 кг | Анталья, Туреччина                       | 17 вересня 2010 |
| Світовий рекорд     | Сума    | Ян Лянь (CHN)        | 217 кг | Санто-Домінго (Домініканська республіка) | 1 жовтня 2006   |
| Олімпійський рекорд | Ривок   | Нурджан Тайлан (TUR) | 97 кг  | Афіни, Греція                            | 14 серпня 2004  |
| Олімпійський рекорд | Поштовх | Чень Сєся (CHN)      | 117 кг | Пекін, Китай                             | 9 серпня 2008   |
| Олімпійський рекорд | Сума    | Чень Сєся (CHN)      | 212 кг | Пекін, Китай                             | 9 серпня 2008   |

Під час змагань жодних нових рекордів не встановлено.

## Результати
| Місце | Спортсмен                  | Група | Вага  | Ривок (кг) | Ривок (кг) | Ривок (кг) | Ривок (кг) | Поштовх (кг) | Поштовх (кг) | Поштовх (кг) | Поштовх (кг) | Загальна сума |
| Місце | Спортсмен                  | Група | Вага  | 1          | 2          | 3          | Результат  | 1            | 2            | 3            | Результат    | Загальна сума |
| ----- | -------------------------- | ----- | ----- | ---------- | ---------- | ---------- | ---------- | ------------ | ------------ | ------------ | ------------ | ------------- |
| 1     | Сопіта Танасан (THA)       | A     | 47.91 | 88         | 90         | 92         | 92         | 106          | 108          | 110          | 108          | 200           |
| 2     | Срі Вагюні Агустіані (INA) | A     | 47.25 | 82         | 85         | 87         | 85         | 107          | 115          | 115          | 107          | 192           |
| 3     | Хіромі Міяке (JPN)         | A     | 47.95 | 81         | 81         | 81         | 81         | 105          | 107          | 107          | 107          | 188           |
| 4     | Беатріс Пірон (DOM)        | A     | 47.50 | 85         | 87         | 87         | 85         | 102          | 105          | 105          | 102          | 187           |
| 5     | Маргарита Єлісєєва (KAZ)   | A     | 47.72 | 80         | 84         | 84         | 80         | 103          | 106          | 106          | 106          | 186           |
| 6     | Морган Кінг (USA)          | A     | 47.79 | 80         | 82         | 83         | 83         | 100          | 103          | 103          | 100          | 183           |
| 7     | Чень Вейлін (TPE)          | A     | 47.13 | 75         | 79         | 81         | 81         | 99           | 100          | 100          | 100          | 181           |
| 8     | Юлія Паратова (UKR)        | A     | 47.74 | 84         | 86         | 86         | 84         | 95           | 95           | 98           | 95           | 179           |
| 9     | Ройліа Ранайвосоа (MRI)    | A     | 47.90 | 73         | 78         | 80         | 80         | 93           | 98           | 100          | 93           | 173           |
| 10    | Жаніл Окоєва (KGZ)         | A     | 47.56 | 68         | 72         | 75         | 72         | 92           | 97           | 101          | 97           | 169           |
| —     | Сайхом Мірабі Чану (IND)   | A     | 47.77 | 82         | 82         | 84         | 82         | 104          | 106          | 106          | —            | —             |
| —     | Вионг Тхі Хуєн (VIE)       | A     | 47.84 | 83         | 84         | 84         | —          | —            | —            | —            | —            | —             |

## примітки
1. ↑  Rio 2016: Weightlifting. Rio 2016. Архів оригіналу за 17 квітня 2015. Процитовано 17 квітня 2015.
2. ↑  Список важкоатлетів на Олімпіаді 2016